# Оршанская возвышенность
Оршанская возвышенность — возвышенность на востоке Белоруссии. Занимает восточную часть Белорусской гряды, наивысшая точка — 263 м над уровнем моря. Административно возвышенность расположилась в пределах Витебской области и частично Минской.

## Описание

Оршанская возвышенность (2001 г.)

Протяжённость возвышенности с запада на восток более чем 120 км, с севера на юг от 10 до 40 км, местами до 60 км. Площадь около 2,5 тысяч км². На севере граничит с Верхнеберезинской и Лучосской низменностью, Чашникской равниной, на юге — с Горецко-Мстиславской возвышенностью, Оршанско-Могилевской и Центральноберезинской равнинами, на западе — с Минской возвышенностью.
Оршанская возвышенность приподнята на 200—250 м над уровнем моря, редкие высоты превышают этот предел на 10—20 м. Поверхность плоско-волнистая с отдельными холмами и грядами, местами сохранились еловые и широколиственные леса. Возвышенность формировалась в течение не менее трех оледенений, образована моренными отложениями, в северной части существенное влияние оказало поозёрское оледенение. В рельефе выделяются 2 неравные части: восточную и западную. Первая характеризуется концово—моренным градово—холмистым камовым рельефом Оршанского стадиона поозёрского оледенения. Она образует изогнутую на юг дугу, высота отдельных холмов составляет 10—12 м, между ними многочисленные ложбины стока талых ледниковых вод, термокарстовые впадины. Рельеф западной части Оршанской возвышенности холмисто-валистый и полого-волнистый, переработанный денудацией, с прерывистым покровом лесных пород мощностью 0,5—7 м, местами к склонам примыкают камовые массивы и озы, она значительно расчленена гляциогенными процессами. На водоразделах — суфазийные впадины (до 2 м), у рек, особенно на правобережье Днепра, — глубокие ложбины и разветвленные овраги глубиной до 15—20 м. В Матвеевом рве, расположенного неподалёку от городского поселка Копысь, обнажены отложения александрийского межледниковья.
Отличительная черта Оршанской возвышенности — сквозные долины, наиболее выразительная из них расположилась между верховьями рек Друть и Усвейка.
По возвышенности проходит часть водораздела между бассейнами рек Балтийского и Чёрного морей. К бассейну Западной Двины принадлежат река Усвейка с притоками, к бассейну Днепра — Друть, Бобр. Есть небольшие заросшие озера в низинах. Более 45 % земель здесь используются для сельского хозяйства. Лесной массив составляет 21 % (преобладают ельники, мелколиственные леса).

## Геология
Возвышенность состоит преимущественно из отложений трёх-четырёх оледенений, межледниковые отложения менее развиты. Мощность толщи антропогеновой системы 60—80 м, местами она уменьшается до 18 м, в ледниковых ложбинах увеличивается до 200 м.
Поверхность коренных пород состоит из девонских песков, алевритов, доломитов и известняков, среди полезных ископаемых обнаружены антропогенные кирпично-черепичные и керамические глины, песчано-гравийный материал, торф. Обнаружены запасы пресных и минеральных вод, относящихся к Оршанскому гидрогеологическому бассейну.